# Rāmānuja
Rāmānuja (1017? – 1137?) è stato un teologo, filosofo e scrittore esegeta indiano.
Massimo esponente dello viśiṣtādvaita una delle interpretazioni classiche della scuola dei Vedānta, Rāmānuja è considerato dallo Śrī Vaiṣṇava-sampradāya, il  sampradāya  viṣṇuita diffuso soprattutto nel Tamiḻ Nāḍu,  come il più importante maestro (ācārya) della tradizione, terzo nella tradizionale lista, preceduto da Nāthamuni e dal nipote di questi, Yāmuna.

## Datazione
Le biografie tradizionali del Ramanuja affermano che il teologo sia vissuto tra il 1017 e il 1137 d.C. per 120 anni. Tuttavia, l'insolita lunghezza e l'approssimazione di questo periodo ha portato gli studiosi a ritenere che la data di nascita possa posticiparsi tra i 20 e i 60 anni, mentre la sua morte, si sarebbe dovuta anticipare di ben 20 anni rispetto alle date tradizionali. Qualsiasi cronologia dipende in modo cruciale dal grande evento storico a cui le biografie tradizionali del teologo fanno riferimento: la persecuzione dei Srivaishnavas sotto la dinastia Chola da parte del re Kulothunga e dei successivi 12 anni di esilio del Ramanuja nella città di Melkote, nella regione del Karnataka.
Nel 1917, T.A. Gopinatha Rao propose una cronologia basata sul ciclo di vita convenzionale tra il 1017-1137. Ha identificato il re Chola con il re Kulothunga Chola I, che regnò dal 1070 al 1120 d.C. e datato l'esilio del teologo a Melkote, tra il 1079 ed il 1126 d.C.. Tuttavia, questo potrebbe prolungare il periodo di esilio di 47 anni, e in ogni caso, Kulothunga non era un sovrano noto per essere intollerante e persecutorio verso lo Shivaismo.
Dal T. N. Subramanian, funzionario del governo della regione del Madras, venne proposta una cronologia diversa. Questa identifica re Chola con il re Kulothunga Chola II, che regnò tra il 1133 ed il 1150 d.C., noto probabilmente per la sua persecuzione verso i seguaci della dottrina Vaisnavita, ponendo in esilio il Ramanuja tra il 1137 ed il 1148. L'ipotesi del Subramanian è confermata da un frammento dell'ultima biografia Tamil del Rāmānujārya Divya Caritai, in cui si afferma che il Ramanuja completò la sua opera più importante, il Śrībhāṣya, tra il 1155 ed il 1156. Ciò nonostante, le iscrizioni del tempio di Karnataka indicano la presenza del Ramanuja e dei suoi discepoli solo prima del 1137 d.C. Si ipotizza che i biografi tradizionali abbiano cronologicamente unito due diverse visite del teologo a Mysore in una sola. Questa cronologia poi è stata accettata da alcuni studiosi, ottenendo una probabile datazione tra il 1077 ed il 1157.
Qualunque sia l'esatto periodo della vita del Ramanuja, sembra chiaro che tutti e tre i grandi maestri Śrīvaiṣṇava o adoratori di Visnu, siano vissuti sotto un clima politico ed ecumenico relativamente stabile dell'impero Chola, prima del suo declino avvenuto tra la fine del XII e l'inizio del XIII secolo d.C..

## Storia
Dal V secolo in poi, la scena religiosa dell'India mutò profondamente: convivevano, con le più popolari tra le religioni inneggianti al sacrificio Vedico, le tradizioni non vediche: il Buddhismo e il Giainismo. In effetti, al personaggio del testo epico Tamil buddista del Manimekalai viene consigliato, ad un certo punto, di studiare le dottrine delle diverse scuole di filosofia indù: Sankhya, Vaisheshika, Buddismo, Ājīvika, Cārvāka e il Giainismo. È proprio in questo scenario politico religioso che i timori di un cambio verso la dottrina Buddista o Giainista abbia stimolato una grande rinascita Indù che raggiunse il suo culmine nel VII secolo e continuò quasi fin nel II millennio.
Gli aspetti popolari di questa rinascita presero forma attraverso diversi intensi e mistici movimenti bhakti, rappresentati dalla visione Srivaishnavita dei dodici Alvars o santi poeti Tamil. Gli Alvars provenivano da tutti gli strati sociali, persino dalla casta dei shudra e fra di loro vi era anche una donna. L'intensa devozione della loro poesia e l'ostinazione con il quale affermavano che né il sesso né la casta rappresentavano un ostacolo verso un autentico rapporto con il divino, era una posizione insolita nel pensiero vedico classico, che poneva invece un forte accento sull'esercizio delle funzioni sociali e religiose proprie della rigida struttura sociale del tempo. Alcune poesie di questi autori vennero raccolte, nel X secolo d.C., dal Nathamuni, in un canone definitivo conosciuto come il Nālāyira Divya Prabandha, o composizione divina di 4.000 versi, visto dalla comunità Śrīvaiṣṇava come una preziosa fonte di rivelazione al pari dei Veda.
Dal punto di vista filosofico, questo periodo vide la nascita della scuola di filosofia Vedānta, che si concentrò sulla spiegazione e sull'esegesi degli speculativi e filosofici commenti vedici conosciuti come le Upanishad. L'interpretazione non-dualista dell'Advaita del Vedanta venne sviluppata al tempo di Adi Shankara e poi da Mandana Misra. L'Advaita sosteneva che il Brahman rappresentato nelle Upanishad è la realtà statica, indifferenziata, assoluta, e che in ultima analisi, la percezione falsa della realtà ultima è dovuta all'avidyā, o ignoranza.

## Valutazione delle fonti
Si ritiene che singole opere dei maestri Vedanta non siano del tutto attendibili, per cui è necessario fare riferimento a più agiografie, sia in versi che in prosa, e che formano un importante corpus sanscrito dei vernacoli del Sud dell'India.
Tra le prime agiografie in prosa vi è il Rāyirappaṭi Guruparamparāprabhāva, detto anche le 6.000 strofe gloriose dei Maestri, da non confondere con il noto commento alla Prabandha Divya, anch'esso di 6.000 strofe, comunemente denominato "Seimila".
Tale opera venne scritta nel XIII secolo d.C. da Piṉpaḻakiya Perumal Jīyar in un dialetto Tamil molto vicino al sanscrito, conosciuto come Maṇipravāla, anche se si conosce un'opera precedente di poesia sanscrita dal titolo Divya Suri Carita, o Atti dei Saggi Divini, scritto probabilmente nel XII secolo d.C. dal Garuḍavāhaṇa Pandita, un discepolo contemporaneo del Ramauja.
Recentemente sono state diffuse una serie di biografie tradizionali, come ad esempio alcune opere del XVI e del XVII secolo, tra cui il sanscrito Prapannāmṛta e il Śrīvaiṣṇava, a seguito della scissione di una comunità Indù in Vaṭakalai e Teṉkalai. Il Muvāyirappaṭi Guruparamparāprabhāva o Tremila glorie degli eredi dei Maestri, attribuita al Brahmatantra Svatantra Jīyar rappresenta la prima biografia Vaṭakalai e riflette la visione Vaṭakalai degli eredi successivi al Ramanuja. Un'ultima opera è l'Ārāyirappaṭi Guruparamparāprabhāva, o "Seimila glorie degli eredi dei Maestri" in cui è presente un paragrafo che descrive la biografia della comunità Indù, Tenkalai.
Le varie biografie si differenziano per enfasi, nei fatti, a volte per interi episodi. In generale, le biografie successive tendono ad essere più fantasiose ed elaborate, e sia le biografie Vaṭakalai che Teṉkalai tendono a descrivere una visione settaria: per esempio, la biografia Teṉkalai tende a dare enfasi agli episodi che riflettono atteggiamenti più liberali, da parte del Ramanuja nei confronti delle caste, mentre le biografie Vaṭakalai tendono generalmente a ridurli al minimo. Queste generalizzazioni sono spesso imprecise, rendendo difficile giungere ad una narrativa storica attendibile. Tuttavia, le biografie tradizionali concordano nella maggior parte dei fatti della vita del Ramanuja, e quindi è possibile abbozzare uno schema della sua vita e delle sue realizzazioni.

## Gli anni della sua formazione

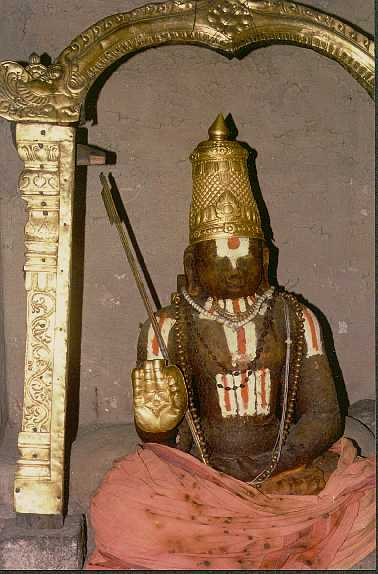
Ramanuja

Ramanuja nacque a Ilaya Perumal in una famiglia di bramini del villaggio di Perumbudur, nella regione del Tamil Nadu, in India nel 1017 d.C. Figlio di Asuri Keshava Somayaji Deekshitar e Kanthimathi. Per citare l'articolo del Shyam Ranganathan sul Ramanuja nell'Enciclopedia di Filosofia in Internet: ...fin da giovane lo si riteneva dotato di un intelletto prodigioso e dagli atteggiamenti liberali nei confronti delle caste.... In questo periodo diventa amico di un santo locale della casta Shudra di nome Kancipurna, la cui occupazione era quella di fornire servizi per la statua del tempio locale della divinità Indù Visnù. Ramanuja fu ammirato dalla devozione e dalla compassione mostrata dal Kancipurna nei confronti di Vishnu, per cui decise di che sarebbe diventato suo allievo, con grande orrore di Kancipurna che considerava l'umiltà del Ramanuja nei suoi confronti, come un affronto alla decenza della casta.
Poco dopo essersi sposato quasi adolescente, e dopo la morte del padre, Ramanuja e la sua famiglia si trasferirono nella vicina città di Kancipuram. Qui trovò il suo primo maestro formale, Yadavaprakasha, un professore esperto nella forma della filosofia Vedanta in voga a quel tempo, una forma di Vedanta avente forti affinità al monismo assoluto dell'(Advaita Vedānta ), ma più vicina al concetto di Differenza-non-differenza del Bhedabheda Vedanta. Con il termine Vedanta si intende la Fine dei Veda e si riferisce alla filosofia espressa nella parte finale dei Veda, noto anche come le Upanishad, codificate nel sommario criptico dal Badharayana chiamato Vedanta Sutra o Brahma Sutra. Le perenni questioni di Vedanta sono: qual è la natura del Brahman, o l'Assoluto, e qual è la relazione tra la molteplicità degli individui e questo Assoluto?
Era leggendaria per la sua giovane età, l'incredibile intelligenza e capacità di comprendere concetti filosofici molto astratti. Prese l'iniziazione dal Yadavaprakasa, un rinomato studioso dell'Advaita Vedānta. Anche se il suo nuovo Maestro era molto impressionato dalla sua capacità di analisi, era preoccupato dell'importanza che il suo allievo dava alla bhakti (devozione). Dopo frequenti scontri di interpretazione, lo Yadavaprakasa decise che il giovane Ramanuja stava diventando una minaccia progettando un assassinio. Tuttavia, il cugino di Ramanuja Govinda Bhatta (uno degli allievi preferiti del Yadavaprakasa) scoprì la trama e lo aiutò a fuggire. Una versione alternativa è che uno degli studenti dello Yadavaprakasa avesse complottato per uccidere Ramanuja per compiacere il suo maestro, ma Sri Ramanuja riuscì egualmente a fuggire. In tale versione lo Yadavaprakasa rimase inorridito quando seppe del complotto. Dopo questa vicenda, il Ramanuja ritornò allievo del Yadavaprakasa, ma dopo un ulteriore disaccordo, il Maestro gli disse di andarsene. Il Kancipurna, mentore dell'infanzia del Ramanuja gli suggerì di incontrare il suo Maestro, lo Yamunacharya. Dopo aver rinunciato alla proprietà di una casa, il Ramanuja partì per Srirangam per incontrare l'anziano filosofo della riemergente scuola di pensiero Vishishtadvaita, ma morì prima del suo arrivo. I seguaci del Ramanuja raccontano la leggenda secondo la quale tre dita del cadavere del Yamunacharya si erano stranamente arrotolate. Il Ramanuja vide questo come un segno e capì che il defunto Yamunacharya era preoccupato per tre compiti lasciati insospesi, che il Ramanuja promise di portare a termine:
- Mettere per iscritto degli insegnamenti fino ad allora orali di una Visishtadvaita Bhashya collegata alle Brahma Sutra del Vyasa.
- Di perpetuare il nome di Parasara, autore dei Vishnu Purana.
- Di pepetuare il nome di San Śaţhakopa scrivendo un commento al Tiruvoimozhi

La leggenda narra che nel momento in cui il Ramanuja aveva pronunciato il suo voto, le tre dita della mano del cadavere del Yamunacharya si raddrizzarono.
Ramanuja accettò Yamunacharya come suo Manasika Acharya trascorrendo una fase di sei mesi durante la quale Mahapurna, l'allievo principale del Yamunacharya, lo introdusse alla filosofia del Yamunacharya, anche se formalmente non fece parte della comunità per almeno un anno. La moglie di Ramanuja seguì le regole braminiche molto rigide del suo tempo, criticando la moglie del Mahapurna come appartenente ad una casta inferiore, per cui lui e sua moglie lasciarono Srirangam. Ramanuja ad un certo punti si rese conto che la sua vita come capofamiglia interferiva con la sua ricerca filosofica e che con sua moglie stavano sorgendo profonde divergenze, per cui la rimandò dai genitori di lei, rinunciando alla famiglia e diventando un Sanyasin.
Ramanuja iniziò a viaggiare, tenendo delle vere proprie dispute filosofiche con i custodi dei diversi templi Vishnu. Molti di loro, dopo aver perso i dibattiti, divennero suoi discepoli. Standardizzò inoltre la liturgia di questi templi, aumentandone il prestigio e l'appartenenza alla scuola del pensiero Srivaishnava. Fu in questo periodo che scrisse i suoi libri.
Ramanuja, era un Srivaishnavita, per cui dovette affrontare le minacce di alcuni governanti Chola Shivaiti, religiosamente intolleranti, per cui, con alcuni suoi seguaci, si trasferì a Hoysala, nel regno dei gianisti del re Bittideva e della regina Shantala Devi a Karnataka. Bittideva si convertì allo Srivaishanavismo. Alcune leggende affermano che, dopo che Ramanuja ebbe guarito la figlia dagli spiriti maligni, prese il nome di Vishnuvardhana (colui che cresce la setta di Vishnu). Tuttavia, la regina e molti dei ministri rimasero Giainisti in un regno noto a quel tempo per la sua tolleranza religiosa. Ramanuja ristabilì la liturgia della Cheluvanarayana presso il tempio di Melukote nei distretti Mandya e Vishnuvardhana, e ricostruendo i templi Vishnu come quelli di Chennakesava e Hoysaleswara. Tra i discepoli più importanti troviamo il Koorathazhwan e il Mudaliyandan.

## I Cinque Acharya
Swami Ramanuja ha incorporato nel suo corpus gli insegnamenti di cinque persone diverse che egli riteneva essere i suoi acharya.
1. Peria Nambigal (Mahapurna) del quale ha eseguito il suo samasrayana, Dvayam,
2. Thirukkotiyur Nambigal (Ghoshtipurna), che ha gli ha rivelato, durante il suo 18º viaggio, il significato del Shlokam Charama del maestro Ashtakshari.
3. Periya Thirumalai Nambigal (Shailapurna): autore del Rāmāyaṇa
4. Tirumalai Aandaan (Maladhara): autore del Bhagavad Vishayam (Śrī Thiruvaymozhi)
5. Azhwar Thiruvaranga Perumal Arayar (Vararanga): autore dei rimanenti 3.000 versi di Arulichcheyal (opere di Azhwars) e Sandhai.

Thirukachchi Nambigal (Kanchipurna): Le 6 frasi o Perarulalan, e molti altri autori.

## La filosofia Visistadvaita
La filosofia di Ramanuja è considerata come Vishishtadvaita perché unisce l'Advaita (unicità di Dio) con Vishesha (attributi).

### Differenze con Adi Shankara
Adi Shankara aveva sostenuto che tutte le qualità o le manifestazioni percepibili sono illusorie e temporanee. Dio può essere "uno" nonostante l'esistenza degli attributi, perché questi non possono essere univocamente determinati, in quanto non sono entità indipendenti. Si tratta delle Prakaras o modalità, dei  Sesha o accessori, e di Niyama o aspetti controllati, di ciò che è Brahman.
Nel sistema filosofico del Ramanuja, il Signore (Narayana) possiede due Prakaras inseparabili o modalità, vale a dire, il mondo e le anime. Questi sono a lui collegati come lo è un corpo legato all'anima e non posseggono un'esistenza separata. Sono inerenti a lui come attributi di una sostanza. La materia e le anime costituiscono il corpo del Signore. Il Signore è il loro abitante, e sono sotto il controllo della Realtà. La materia e le anime sono gli elementi subordinati, e sono chiamati Viseshanas, attributi. Dio è il Viseshya o ciò che è qualificabile.
Secondo il Ramanuja, è scorretta la posizione dell'advaitin secondo il quale è sufficiente la comprensione delle Upanishad per portare alla conoscenza del Brahaman, senza conoscere e praticare il Dharma. La conoscenza del Brahman è laddove termina l'ignoranza spirituale ed è meditazione, un aspetto né razionale, né verbale.
A differenza di Shankara, il Ramanuja sostiene che non vi è alcuna fonte di conoscenza a sostegno della tesi che vi è una distintinzione omogenea del Brahman. Tutte le fonti di conoscenza rivelano che ogni oggetto è distinto dagli altri. Tutta l'esperienza rivela che ogni oggetto è conosciuto, in un modo o in un altro, al di là della sua mera esistenza. La "testimonianza" dipende dalla capacità di distinguere ogni parte della frase (parole con significati distinti). Perciò l'affermazione secondo la quale la "testimonianza" rende consapevole che la realtà è priva di distinzione è contraddetta dalla natura stessa della testimonianza come mezzo di conoscenza. Anche la più semplice cognizione percettiva rivela qualcosa (Bessie), in relazione a qualcos'altro (l'unghia rotta, "Bessie ha l'unghia rotta," come è noto percettivamente). L'inferenza dipende dalla percezione e le stesse cose distinte sono note, così come lo è la percezione.

### Le sette obiezioni all'Advaita di Shankara
Ramanuja individua ciò che egli vede come sette difetti fondamentali della filosofia Advaita. Egli sostiene:
1. La natura dell'Avidya (Ignoranza). L'Avidya può essere reale o irreale, non c'è altra possibilità. Ma nessuno di questi casi è possibile. Se l'Avidya fosse reale, il non-dualismo crollerebbe nel dualismo. Se fosse irreale, saremmo spinti verso una forma di auto-contraddizione all'infinito.
2. L'incomprensibilità dell'Avidya. Gli Advaitin sostengono che L'Avidya non è né reale né irreale, ma incomprensibile (anirvachaniya). Ogni conoscenza è reale o irreale. La domanda che si pone l'Advaitin di fronte alle esperienza, è di accettare di mettere in discussione ogni conoscenza considerandola pericolosa.
3. I motivi per conoscere l'Avidya. Nessun Pramana può stabilire l'Avidya nel senso attraverso la quale la richiede l'Advaitin. La filosofia Advaita presenta l'Avidya non come una semplice mancanza di conoscenza, come qualcosa di puramente negativo, ma come un livello di oscuramento che copre il Brahman e viene rimosso da una vera Brahma-vidya. Avidya è positivo ignoranza nescienza non semplice. Ramanuja sostiene che nescienza positivo è stabilito né dalla percezione, né per deduzione, né dalla testimonianza scritturale. Al contrario, sostiene Ramanuja, ogni conoscenza è del reale.
4. Il luogo dell'Avidya. Dove si trova l'Avidya che causa la falsa visione della realtà e della percezione del mondo? Ci sono due possibilità: potrebbe essere l'Avidya del Brahman o dell'ignoranza dell'anima individuale (Jiiva). Ma nessuna delle due è un'opzione possibile. Brahaman è conoscenza, quindi l'Avidya non può coesistere come attributo di una natura del tutto incompatibile con Brahaman. Ne l'anima individuale è il luogo dell'Avidya: l'esistenza dell'anima individuale è causata dall'Avidya, e questo porterebbe ad un circolo vizioso.
5. L'Avidya è la causa dell'oscuramento della natura di Brahman. Sankara vorrebbe farci credere che la vera natura del Brahman è in qualche modo oscurata dall'Avidya. Ramanuja considera questo un'assurdità: dato che nell'Advaita si afferma che il Brahman è pura coscienza, per oscuramento si intende sia impedire l'origine, che la distruzione di Brahaman, ma entrambe le opzioni non sono possibili in quanto Brahman è eterno.
6. La rimozione dell'Avidya da Brahmavidya. L'Advaita sostiene che l'Avidya non ha inizio, ma viene interrotto e rimossa da Brahmavidya, grazie all'esperienza diretta della realtà del Brahman come pura coscienza indifferenziata. Ma il Ramanuja nega l'esistenza di un Brahamn indifferenziato (Nirguna), sostenendo che tutto ciò che esiste possiede degli attributi: Brahman ha infiniti attributi di buon auspicio. La liberazione è una questione di Grazia Divina, nessuna quantità di apprendimento o di saggezza ci potrà mai liberare.
7. La rimozione di Avidya. Per l'Advaitin, la schiavitù in cui dimoriamo prima del raggiungimento di Moksa è causata da Maya e dall'Avidya, la conoscenza della realtà (Brahma-vidya) ci libera. Ramanuja, tuttavia, afferma che anche la schiavitù è reale. Nessun tipo di conoscenza è in grado di rimuovere ciò che è reale. Al contrario, la conoscenza rivela la realtà, ma non la distrugge. E che cosa è la conoscenza salvifica che ci dovrebbe liberare dalla schiavitù di Maya? Se tale conoscenza salvifica fosse vera allora la non-dualità finirebbe per collassere nella dualità, se fosse irreale, allora ci troveremmo di fronte ad un paradosso.

Bhagavad Ramanuja insegnò ai suoi seguaci di rispettare profondamente tutti gli Sri Vaishnava senza distinzione di casta.

## Nomi
Sri Ramanuja possiede molti nomi, attribuiti in diversi momenti della sua vita:
- Ilayazhwar - Nome conferito alla sua nascita dallo zio materno, Thirumalai Nambi
- Ramanujar - Nome conferito quando fu nominato Sanyasa da Varadaraja Perumal
- Yathirajar - Nome conferito da Thirukkachi Nambi
- Udayavar - Nome conferito da Namperumal al suo arrivo a Srirangam
- Lakshmana Muni - Nome conferito da Thirumaalai Aandaan
- Godagrajar - Nome conferito da Srivilliputhur Srivaishnavas
- Appanukku Sangaazhi Alittha Perumal - Nome ricevuto grazie alla risoluzione di una controversia per decidere quale divinità, tra Shiva e Vishnù fosse la principale del tempio di Thirumala.
- Anna (fratello maggiore) - Nome conferito da Aandal dopo che il Ramanuja ebbe preparato a Madurai 100 tazze di porridge (Akkaravadisal) per conto di Maaliruncholai Azhagar, secondo i suoi desideri, che sono stati espressi in Nachiyar Thirumozhi
- Thiruppavai jeer - Nome conferito da Srirangam dopo che Ramanuja svenne nel vedere Athuzhai, figlia di Mahapurna, scambiandola per Nappinnai (vale a dire, per quanto si è così assorti nel significato di Thiruppavai)
- Bhasyakarar - Nome conferito da Saraswathi alla biblioteca Bhandaram Sri biblioteca in Kashmir a causa della paternità di Sri Bhasyam.

## Scritti
Ramanuja probabilmente scrisse 9 libri. Sono anche definiti come le nove gemme preziose, le Navarathnas.
- La sua opera più famosa è la Sri Bhasya o Bhasya Brahma Sutra. Si tratta di un commento sui Brahma Sutra, noto anche come Vedānta Sutra di Bādarāyaṇa.
- Gadhya Thrayam (tre inni in prosa). Tutti e tre sono importanti opere della filosofia Srivaishnava:
  - Vaikunta Gadyam : descrive con dovizia di particolari Vaikuntha, il regno di Visnù, raccomandando di meditare su di esso.
  - Sriranga Gadyam, una preghiera di abbandono ai piedi del divino Ranganatha.
  - Saranagati Gadyam, un dialogo immaginario tra Ramanuja e Shri (Lakshmi) e Nārāyaṇa dove supplica la grazia a Lakshmi Narayana. Narayana e Lakshmi accettano la sua resa.
- Vedartha Sangraha (un estratto dei Vedānta). Definisce la filosofia teistica del Ramanuja, (moralmente perfetta, Dio è onnisciente e onnipotente) e realistica (esistenza e realtà di una pluralità di qualità, persone e oggetti).
- L'Annamacharya scriveva canzoni come il Gatulanni Khilamaina Kaliyugamanduna e l'Unnatonnatudu Udayavaru in lode a Ramanujacharya.

## La Riverenza come Acharya
In quasi tutti i templi Sri Vaishnava, Ramanuja Acharya riveste un ruolo principale. Le sue benedizioni sono realizzate all'inizio di servizi devozionali. Presso alcuni templi, come nel Tempio Sri Venkateswara a Tirumala, nel tempio Sri Parthasarathy a Chennai, e nel Tempio Sri Swami Thirunarayana di Melukote vi sono santuari esclusivi dedicati a lui. Il testo Sattrumurai, alla fine dei servizi giornalieri in un tempio di Sri Vaishnava sempre concludere con le parole: ... Sarva Desa Dasa Kaleshu Avyahata Parakrama | Ramanuja Arya Divyajna Vardhatam Abhivardhatam ... Lasciate che la più eccelsa sapienza di Sri Ramanuja pervada in tutti i paesi, in ogni momento e senza alcun ostacolo.

## Tradizione Vivente
I Brahmini Iyengar dell'India del Sud seguono la sua tradizione filosofica. Nei templi Vishnu vengono cantati il Prabhandas Tamil al pari dei sanscriti Veda. A persone di tutte le comunità, e non solo a bramani sono assegnati ruoli nei rituali a Srirangam e in altri templi principali.
Grazie ai successori del calibro di Pillai Lokacharya, Vedanta Desika e Manavala Mamuni, vissuti nei secoli XIII e XIV secoli, sono stati tramandati alle generazioni successive i suoi discorsi filosofici. Diversi racconti agiografici suggeriscono che Ramanuja fosse un'incarnazione di Sri Adi-Sesha. La tradizione Swaminarayan del Gujarat traccia anche il suo acharya-parampara del Ramanuja attraverso Rāmānanda (al quale, secondo la leggenda è stato concesso dal Ramanuja il Panca-samskara).